# Јерменија на Светском првенству у атлетици на отвореном 2023.
Јерменија је учествовала на 19. Светском првенству у атлетици на отвореном 2023. одржаном у Будимпешти од 19. до 27. августа, шеснаести пут, односно, учествовала је под данашњим именом на свим првенствима од 1993. до данас. Репрезентацију Јерменије представљао је један атлетичар која се такмичио у трци на 1.500 метара.,.
На овом првенству Јерменија није освојила ниједну медаљу, али постигнут је један најбољи лични резултат сезоне.

## Учесници
Мушкарци: 
- Јерванд Мкрчјан — 1.500 м

## Резултати

### Мушкарци
| Атлетичар       | Дисциплина | Лични рекорд | Квалификације  | Квалификације | Полуфинале           | Полуфинале           | Финале               | Финале  | Детаљи |
| Атлетичар       | Дисциплина | Лични рекорд | Резултат       | Место         | Резултат             | Место                | Резултат             | Место   | Детаљи |
| --------------- | ---------- | ------------ | -------------- | ------------- | -------------------- | -------------------- | -------------------- | ------- | ------ |
| Јерванд Мкрчјан | 1.500 м    | 3:40,40 НР   | 3:39,35 НР, ЛР | 11. У гр. 1   | Није се квалификовао | Није се квалификовао | Није се квалификовао | 38 / 58 |        |